# Le Nouvion-en-Thiérache
Le Nouvion-en-Thiérache is een gemeente in het Franse departement Aisne (regio Hauts-de-France). De plaats maakt deel uit van het arrondissement Vervins. Le Nouvion-en-Thiérache telde op 1 januari 2022 2.479 inwoners.
De bron van de rivier de Samber is in deze gemeente gelegen.

## Geografie
De oppervlakte van Le Nouvion-en-Thiérache bedraagt 48,42 km², de bevolkingsdichtheid is 53 inwoners per km² (per 1 januari 2019).
De onderstaande kaart toont de ligging van Le Nouvion-en-Thiérache met de belangrijkste infrastructuur en aangrenzende gemeenten.

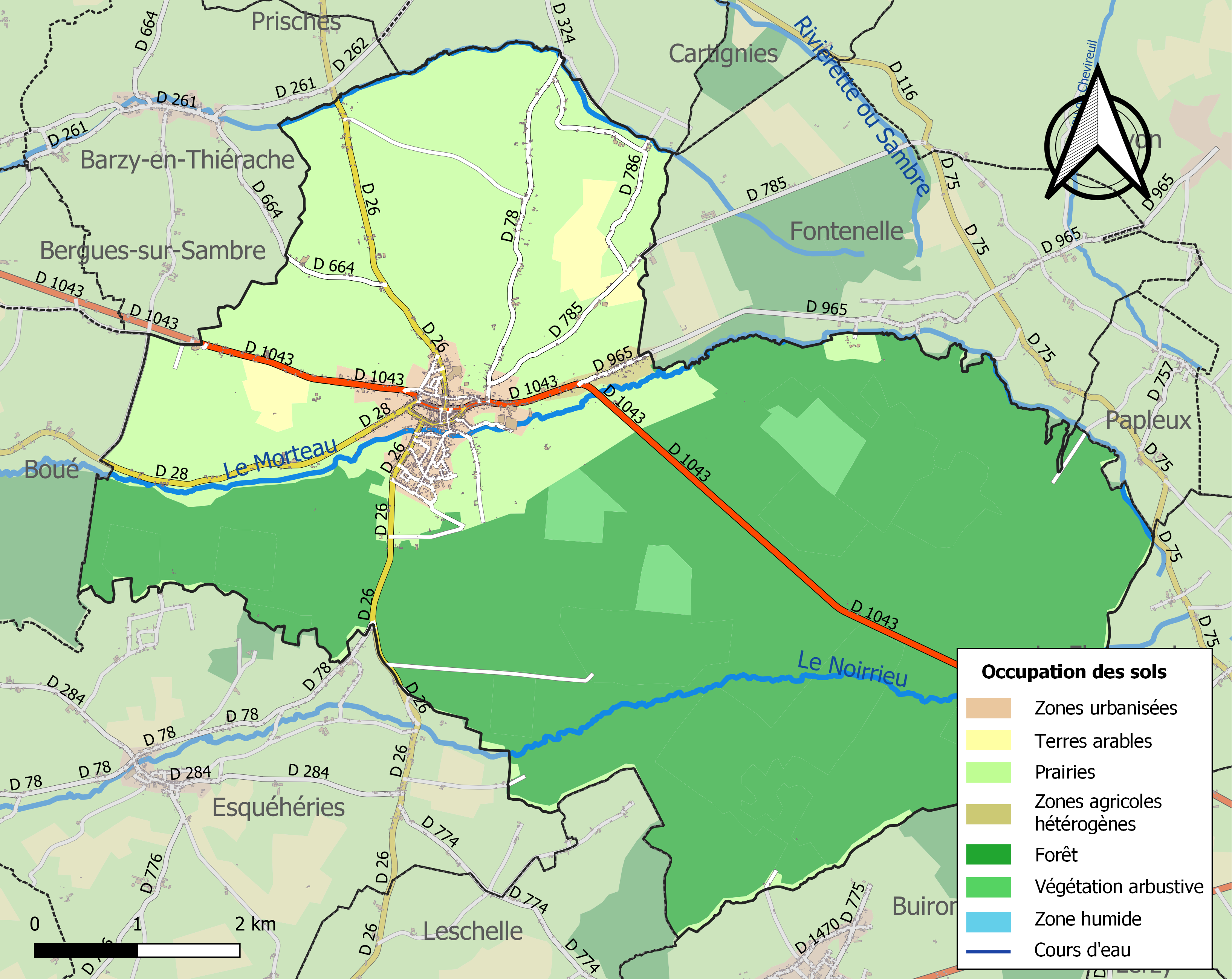

## Demografie
Onderstaande figuur toont het verloop van het inwonertal (bron: INSEE-tellingen).
Vanwege een beveiligingsprobleem met de MediaWiki Graph-software is het momenteel niet mogelijk deze grafiek weer te geven. Zodra de software is bijgewerkt zal de grafiek vanzelf weer zichtbaar worden.

## Geboren
- Ernest Lavisse (1842-1922), Frans historicus
- Anne van Orléans (1906-1986), Franse prinses
- Henri van Orléans (1908-1999), Frans troonpretendent
- Adrien Fainsilber (1932-2023), architect en planoloog
- Kamini (1979-heden), Franse rapper